# Relaciones Cuba-Nueva Zelanda
Las relaciones Cuba-Nueva Zelanda se refiere a las relaciones bilaterales entre Cuba y Nueva Zelanda.
Las relaciones diplomáticas entre los dos países se establecieron oficialmente en marzo de 1999. En cuanto a las relaciones con Nueva Zelanda, el embajador cubano José Luis Robaina García dijo que su país tenía "admiración por la política exterior independiente de Nueva Zelanda". En marzo de 2019, ambos países celebraron 20 años de relaciones diplomáticas.

## Misiones diplomáticas residentes
- Cuba tiene una embajada en Wellington.[3]
- Nueva Zelanda está acreditado a Cuba desde su embajada en la Ciudad de México, México .[4]

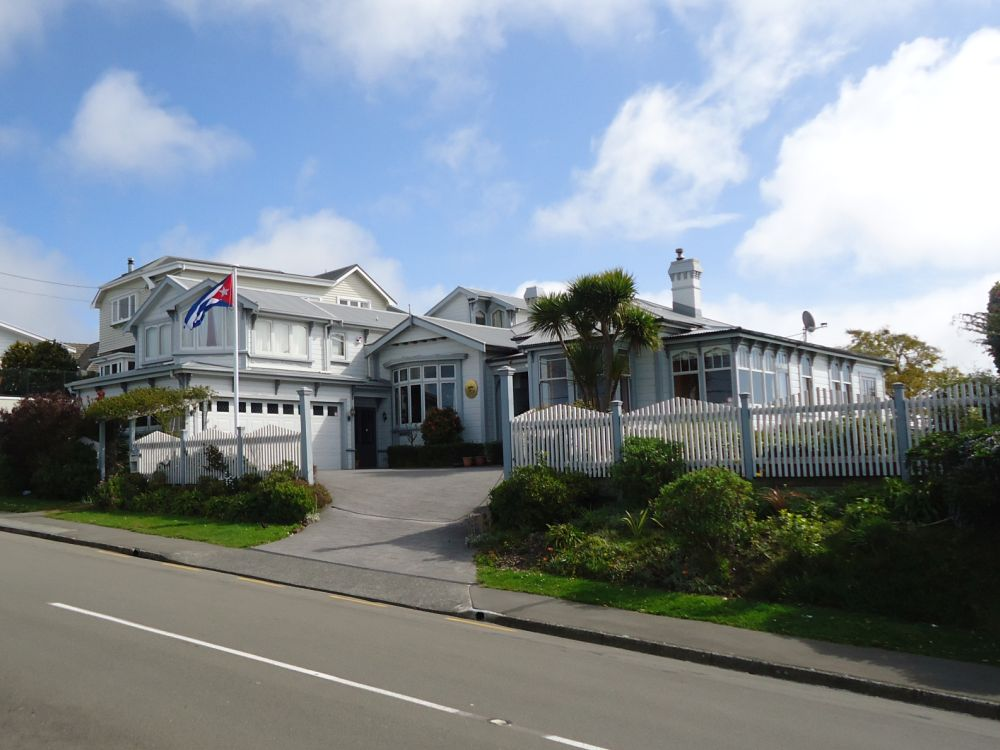
Embajada de Cuba en Wellington